# Cratère de Carswell
Pour les articles homonymes, voir Carswell.
Le cratère de Carswell est un cratère causé par l'impact d'une météorite, au nord-ouest de la province canadienne de la Saskatchewan. Il se situe dans le bassin sédimentaire de l'Athabasca.
Son diamètre est de 39 km, et il date d'environ 115 millions d'années.